# Чигиринская улица (Киев)
Чигири́нская у́лица (укр. Чигири́нська ву́лиця) — улица в Подольском районе города Киева, местности Ветряные горы, посёлок Шевченко. Пролегает от улицы Светлицкого до Каневской улицы.
Примыкает Золочевская улица.

## История
Возникла в середине XX века под названием 125-я Новая улица.  Современное название в честь города Чигирина — с 1944 года.

## Застройка
Застройка улицы представлена частным сектором.
Улица частично без твёрдого покрытия.